# Глазков Микола Іванович
Мико́ла Іва́нович Глазко́в (30 січня 1919, село Лиськово Нижньогородської губернії — 1 жовтня 1979, Москва) — радянський поет, перекладач.

## Біографія
Народився в сім'ї юриста Івана Миколайовича Глазкова. У 1923 його родина переїхала до Москви. Батько, юрист Московської міської колегії захисників, був заарештований і розстріляний в 1938 році.
Вірші писав з 1932-го. З 1938 навчався на філологічному факультеті Московського державного педагогічного інституту. У армії не призивався за станом здоров'я.
В 1939 разом з Юліаном ДОЛГІН заснував неофутуристичну літературну течію «небивалізм» і випустив два машинописних альманахи, за що в 1940-у був виключений з інституту.
1941 року за рекомендацією Миколи Асєєва був прийнятий в Літературний інститут, де навчався з перервами до 1946-го.
У сорокові роки, був першим, хто вжив близьке за змістом та формою до самвидаву, слово «самсебевидав» (рос. самсебяиздат) і ставив його на виготовлених ним розфарбованих й переплетених машинописних збірках своїх віршів.
Починаючи з другої половини 1950-х років жив літературною працею.
В 1966 знявся у епізодичній ролі «літаючого мужика» Юхима у фільмі Андрія Тарковського «Андрій Рубльов».
Помер у Москві в 1979 році. Похований на Востряковському кладовищі.